# 叶礼艳
叶礼艳（？—），女，中华人民共和国政治人物，曾任中华全国妇女联合会常务委员，中国妇女旅游委员会会长，第十届全国政协委员。